# Brittney Thomas
Brittney Thomas (född 13 februari 1989 i Ohio, USA är en amerikansk basketspelare i Södertälje BBK. 
Thomas, som är 179 cm lång, spelade på high school i Bolingbrook, Illinois och collegebasket för Michigan State University, där hon var en av lagets kaptener och starter under alla fyra åren som hon spelade point guard. Michigan State vann under Thomas sista säsong 2010/2011 Big Ten Conference för fjärde gången i skolans historia. Säsongen som helhet slutade 27-6 och med avancemang till andra rundan av NCAA slutspelet, där laget slogs ut av Green Bay. 
Thomas var med till att vinna SM-guld med Södertälje BBK 2011/2012 och fick utmärkelsen som mest värdefulla ligaspelare. Hon lämnar, som väntat, Telge. Hennes nästa utmaning blir att försöka ta en plats i världens bästa liga, WNBA. Hon är inbjuden till träning med Phoenix Mercury.